# Santiago Challenger 2004
Il Santiago Challenger 2004, noto anche come Copa Petrobras Santiago, è stato un torneo di tennis facente parte della categoria ATP Challenger Series nell'ambito dell'ATP Challenger Series 2004. Il torneo si è giocato a Santiago in Cile dal 1º al 7 novembre 2004 su campi in terra rossa.

## Vincitori

### Singolare
Óscar Hernández ha battuto in finale  Nicolás Lapentti con il punteggio di 7–6(4), 6–4

### Doppio
Enzo Artoni /  Ignacio González-King hanno battuto in finale  Brian Dabul /  Damián Patriarca 6–3, 6–0